# Nghị quyết 745 của Hội đồng Bảo an Liên Hợp Quốc
Nghị quyết 745 của Hội đồng Bảo an Liên Hợp Quốc thông qua ngày 28 tháng 2 năm 1992 sau khi thông báo nghị quyết 668 (1990), 717 (1991), 718 (1991) và 728 (1992), sau khi xem xét bản báo cáo của Tổng Thư ký Boutros Boutros-Ghali vào ngày 19 tháng 2 năm 1992, cho phép thành lập Cơ quan chuyển tiếp Liên Hợp Quốc tại Campuchia (UNTAC), tiếp theo sau cuộc giải quyết chính trị được Paris thông qua vào ngày 23 tháng 10 năm 1991. Đó là lần đầu tiên Liên Hợp Quốc có tiếp quản quản lý nhà nước, trái với giám sát hoặc giám sát.
Hội đồng tiếp tục quyết định rằng nhiệm vụ của UNTAC sẽ kéo dài không quá 18 tháng  với ý định tổ chức các cuộc bầu cử vào cuối tháng 5 năm 1993. Đồng thời, cũng yêu cầu Tổng thư ký triển khai Cơ quan ngay lập tức và hiệu quả nhất trong một hiệu quả về chi phí, giữ cho hoạt động được xem xét liên tục. Đồng thời, Yasushi Akashi được bổ nhiệm làm Đại diện đặc biệt cho Campuchia.
Nghị quyết cũng kêu gọi tất cả các bên ở Campuchia, kể cả Hội đồng Quốc gia Tối cao Campuchia, hợp tác với Cơ quan Liên hợp quốc, đảm bảo thực hiện các hiệp định đã ký kết, sự an toàn của tất cả nhân viên của Liên hợp quốc trong nước và hỗ trợ và cơ sở vật chất cho Cơ quan. Nó cũng kêu gọi các bên của Campuchia giải ngũ lực lượng quân đội trước cuộc bầu cử.
Nghị quyết 745 cuối cùng kêu gọi các quốc gia thành viên hỗ trợ Cơ quan và hỗ trợ kế hoạch của Liên hợp quốc tại Campuchia, bao gồm các chương trình cho các cơ quan chuyên môn, phục hồi và hồi hương người bị di dời và sửa chữa cơ sở hạ tầng. Nó cũng yêu cầu Tổng thư ký phải báo cáo lại vào ngày 1 tháng 6 năm 1992 về các sự phát triển, và sau đó vào tháng 9 năm 1992, tháng 1 năm 1993 và tháng 4 năm 1993.
Sức mạnh được ủy quyền của UNTAC là 22.000 nhân viên, và chi phí cho hoạt động là 1,6 tỷ USD. Nó đã được đưa vào hoạt động vào ngày 15 tháng 3 năm 1992, thu hút Đoàn công tác Liên Hợp Quốc tại Campuchia đã tồn tại trước UNTAC.